# إمس
إمس أو أميسا بلفظ أقدم (بالألمانية: Ems) باللاتينية:Amisia هو نهر في شمال غرب ألمانيا. ينبع بالقرب من قصر هولته - شتوكنبروك في وستفاليا، ويجري عبر ولاية سكسونيا السفلى ويصب في بحر الشمال عند مدينة إمدن.

اسم النهر محرف من الكلمة الهندوأوروبية - الأوروبية القديمة "Tamesis" ذات الجذر "tem" ما يعني «داكن». إذا تكون ترجمة الاسم «النهر الداكن». هذه الصلة تتوضح أكثر في الاسم اللاتيني للإمس: "Amisia".

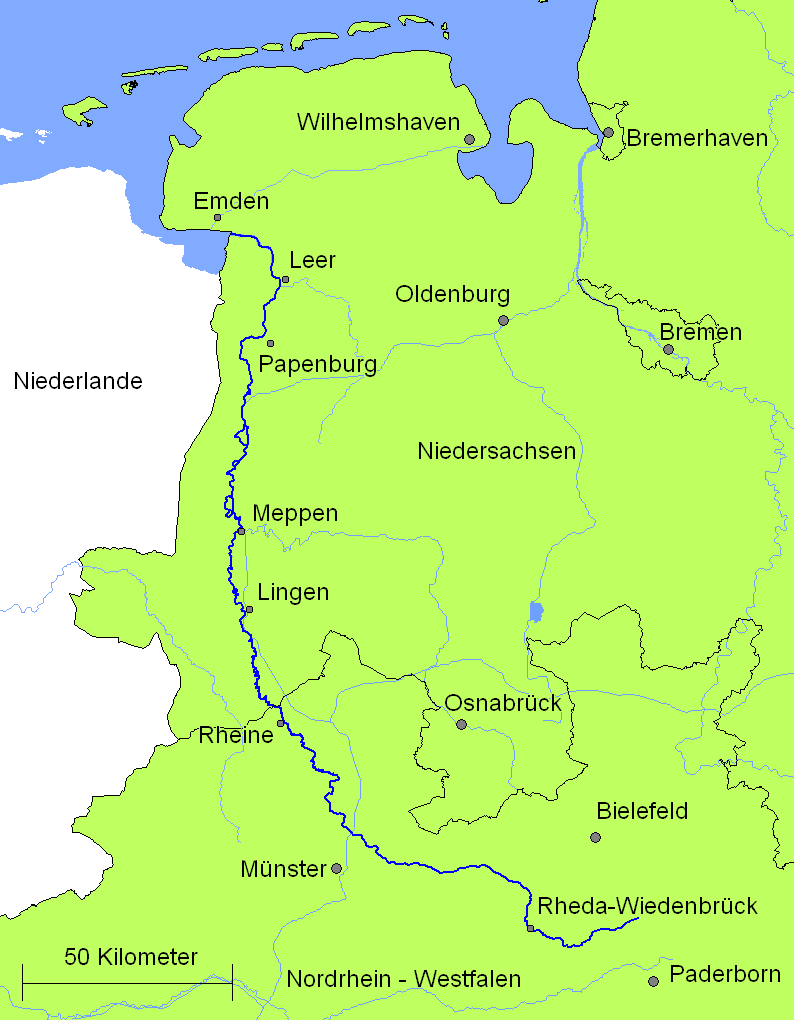
مجرى نهر الإمس

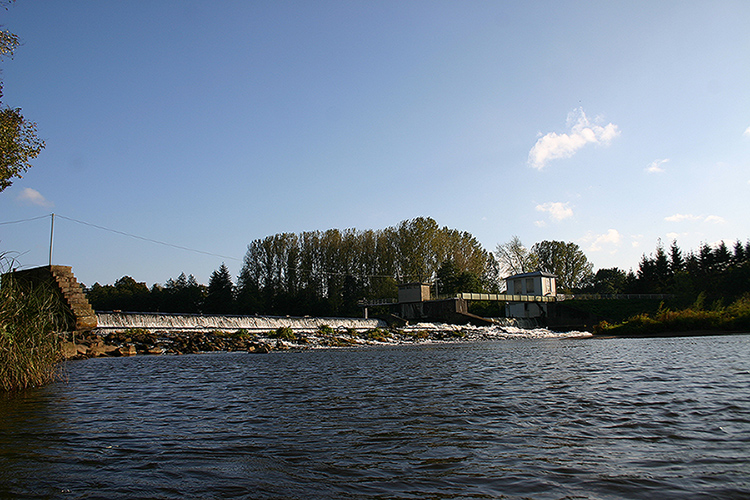
نهر إمس

يشترك نهر الإمس مع نهر التيمز الإنكليزي بالجذر نفسه، كما يتشابه لفظ اسما النهرين. كما ينتشر استعمال لفظة "Tamesis" ومشتقاتها للأنهار والجداول منذ الألفية الثانية قبل الميلاد.